# Halaelurus buergeri
Espèce
Répartition géographique
Statut de conservation UICN

 DD  : Données insuffisantes
Halaelurus buergeri est une espèce de requins.